# لويز هنريكي دينيز دا روزا
لويز هنريكي دينيز دا روزا (بالبرتغالية: Luiz Henrique Diniz da Rosa) (مواليد 25 مارس 2001) هو لاعب كرة قدم برازيلي ، يجيد اللعب في خط الهجوم.
لعب سابقاً في نادي برازيل دي بيلوتاس ونادي الوصل ونادي الحمرية.

## روابط خارجية
لويز هنريكي دينيز دا روزا على موقع قاعدة بيانات كرة القدم.إي يو (الإنجليزية)